# George W. Lindsay
George Washington Lindsay (* 28. März 1865 in Brooklyn, New York; † 15. März 1938 ebenda) war ein US-amerikanischer Politiker. Zwischen 1923 und 1935 vertrat er den Bundesstaat New York im US-Repräsentantenhaus.

## Werdegang
George Washington Lindsay, Sohn des Kongressabgeordneten George H. Lindsay, wurde Ende des Bürgerkrieges in Brooklyn geboren. Er besuchte öffentliche Schulen. Zwischen 1886 und 1892 war er Deputy Coroner in Kings County. Danach ging er Immobiliengeschäften nach. Er saß im Democratic State Committee und leitete den Assembly-Distrikt von 1919 bis 1934. Als Confidential Investigator im New York State Insurance Department war er zwischen 1914 und 1920 tätig. 1920 wurde er in die New York State Assembly gewählt, verzichtete allerdings auf eine Wiederwahl. Zwischen 1921 und 1923 war er als Deputy Tenement-House Commissioner in Brooklyn und Queens tätig.
Politisch gehörte er der Demokratischen Partei an. Bei den Kongresswahlen des Jahres 1922 wurde er im dritten Wahlbezirk von New York in das US-Repräsentantenhaus in Washington, D.C. gewählt, wo er am 4. März 1923 die Nachfolge von John Kissel antrat. Er wurde fünf Mal in Folge wiedergewählt. Bei seiner siebten Kandidatur im Jahr 1934 erlitt er allerdings eine Niederlage und schied nach dem 3. Januar 1935 aus dem Kongress aus.
Danach ging er wieder Immobiliengeschäften nach. Er verstarb am 15. März 1938 in Brooklyn und wurde auf dem Evergreen Cemetery beigesetzt.